# Autobodies
Autobodies war ein britischer Hersteller von Automobilen.

## Unternehmensgeschichte
Das Unternehmen aus Oldham in der Grafschaft Greater Manchester begann 1958 mit der Produktion von Automobilen. Der Markenname lautete zunächst Autobodies, ab 1960 Autobee. 1962 endete die Produktion. Insgesamt entstanden etwa 110 Exemplare.

## Fahrzeuge

### Markenname Autobodies
Dies war ein zweisitziges Coupé. Das Fahrgestell mit 228 cm (90 Inch) Radstand kam vom Ford Popular. In der Ausführung Mk 1 ähnelte der Kühlergrill jedem des Jaguar C-Type. Die Front des Mk 2 ähnelte der Front des Jaguar E-Type, der allerdings später erschien. Von diesen Modellen entstanden etwa 80 Exemplare.

### Markenname Autobee
Der Autobee Pacemaker war die Weiterentwicklung der bisherigen Modelle. Die Front war überarbeitet worden und wirkte eigenständig. Der Innenraum bot nun Platz für vier Personen. Nach etwa 30 Exemplaren dieses Modells kam das Aus für das Unternehmen.
Ein noch existierendes Fahrzeug auf Morris-Basis im restaurierungsbedürftigen Zustand wurde kürzlich über eine Internetseite verkauft.